# Pseudognaphalium oxyphyllum
Pseudognaphalium oxyphyllum là một loài thực vật có hoa trong họ Cúc. Loài này được (DC.) Kirp. miêu tả khoa học đầu tiên năm 1950.